# Muscat
Muscat (tiếng Ả Rập: مسقط, Masqaṭ phát âm [ˈmasqatˤ]) là thủ đô và thành phố lớn nhất của Oman. Đây cũng là thủ phủ của tỉnh Muscat. Theo Trung tâm Thống kê và Thông tin Quốc gia (NCSI), tổng dân số của tỉnh Muscat đạt 1,56 triệu vào 2015. Vùng đô thị trải rộng trên diện tích khoảng 3.500 km2 (1.400 dặm vuông Anh). Đã là một hải cảng mua bán quan trọng giữa phương đông và tây từ đầu thế kỷ thứ nhất, trong lịch sử, Muscat được cai trị bởi nhiều bộ tộc bản xứ cũng như các lực lượng ngoại bang gồm Đế quốc Ba Tư, Đế quốc Bồ Đào Nha và Đế quốc Ottoman. Là một thế lực quân sự khu vực vào thế kỷ 18, ảnh hưởng của Muscat mở rộng đến xa tận Đông Phi và Zanzibar. Như một thành phố cảng nổi bật trong vịnh Oman, Muscat thu hút những thương gia và người dân nước ngoài như người Ba Tư và người Baloch. Từ khi Sultan Qaboos bin Said lên ngôi năm 1970, Muscat đã trải qua sự phát triển sơ sở hạ tầng nhanh chóng với nền kinh tế dựa trên giao thương và dầu mỏ.
Dãy núi Tây Al Hajar gập ghềnh đại diện phong cảnh Muscat. Thành phố nằm bên biển Ả Rập dọc vịnh Oman và gần với eo biển Hormuz. Những căn nhà trắng thấp là điển hình cho cảnh quan đô thị của Muscat.

## Khí hậu
Muscat có khí hậu sa mạc nóng (phân loại khí hậu Köppen BWh).
| Dữ liệu khí hậu của Muscat              | Dữ liệu khí hậu của Muscat | Dữ liệu khí hậu của Muscat | Dữ liệu khí hậu của Muscat | Dữ liệu khí hậu của Muscat | Dữ liệu khí hậu của Muscat | Dữ liệu khí hậu của Muscat | Dữ liệu khí hậu của Muscat | Dữ liệu khí hậu của Muscat | Dữ liệu khí hậu của Muscat | Dữ liệu khí hậu của Muscat | Dữ liệu khí hậu của Muscat | Dữ liệu khí hậu của Muscat | Dữ liệu khí hậu của Muscat |
| Tháng                                   | 1                          | 2                          | 3                          | 4                          | 5                          | 6                          | 7                          | 8                          | 9                          | 10                         | 11                         | 12                         | Năm                        |
| --------------------------------------- | -------------------------- | -------------------------- | -------------------------- | -------------------------- | -------------------------- | -------------------------- | -------------------------- | -------------------------- | -------------------------- | -------------------------- | -------------------------- | -------------------------- | -------------------------- |
| Cao kỉ lục °C (°F)                      | 34.6 (94.3)                | 38.2 (100.8)               | 41.5 (106.7)               | 44.9 (112.8)               | 48.3 (118.9)               | 48.5 (119.3)               | 49.1 (120.4)               | 49.2 (120.6)               | 47.2 (117.0)               | 43.6 (110.5)               | 39.4 (102.9)               | 37.8 (100.0)               | 49.2 (120.6)               |
| Trung bình ngày tối đa °C (°F)          | 25.5 (77.9)                | 26.1 (79.0)                | 29.8 (85.6)                | 34.7 (94.5)                | 39.5 (103.1)               | 40.4 (104.7)               | 38.6 (101.5)               | 36.2 (97.2)                | 36.3 (97.3)                | 35.0 (95.0)                | 30.5 (86.9)                | 27.1 (80.8)                | 33.3 (92.0)                |
| Trung bình ngày °C (°F)                 | 21.3 (70.3)                | 21.9 (71.4)                | 25.2 (77.4)                | 29.8 (85.6)                | 34.2 (93.6)                | 35.2 (95.4)                | 34.3 (93.7)                | 32.0 (89.6)                | 31.4 (88.5)                | 29.7 (85.5)                | 25.7 (78.3)                | 22.6 (72.7)                | 28.6 (83.5)                |
| Tối thiểu trung bình ngày °C (°F)       | 17.3 (63.1)                | 17.6 (63.7)                | 20.7 (69.3)                | 24.7 (76.5)                | 29.1 (84.4)                | 30.6 (87.1)                | 30.4 (86.7)                | 28.4 (83.1)                | 27.5 (81.5)                | 24.9 (76.8)                | 20.9 (69.6)                | 18.9 (66.0)                | 24.3 (75.7)                |
| Thấp kỉ lục °C (°F)                     | 1.6 (34.9)                 | 2.3 (36.1)                 | 7.0 (44.6)                 | 10.3 (50.5)                | 17.2 (63.0)                | 21.6 (70.9)                | 23.5 (74.3)                | 21.3 (70.3)                | 19.0 (66.2)                | 14.3 (57.7)                | 9.4 (48.9)                 | 4.5 (40.1)                 | 1.6 (34.9)                 |
| Lượng Giáng thủy trung bình mm (inches) | 12.8 (0.50)                | 24.5 (0.96)                | 15.9 (0.63)                | 17.1 (0.67)                | 7.0 (0.28)                 | 0.9 (0.04)                 | 0.2 (0.01)                 | 0.8 (0.03)                 | 0.0 (0.0)                  | 1.0 (0.04)                 | 6.8 (0.27)                 | 13.3 (0.52)                | 100.3 (3.95)               |
| Độ ẩm tương đối trung bình (%)          | 63                         | 64                         | 58                         | 45                         | 42                         | 49                         | 60                         | 67                         | 63                         | 55                         | 60                         | 65                         | 58                         |
| Số giờ nắng trung bình tháng            | 268.6                      | 244.8                      | 278.3                      | 292.5                      | 347.4                      | 325.7                      | 277.7                      | 278.6                      | 303.9                      | 316.9                      | 291.9                      | 267.0                      | 3.493,3                    |
| Nguồn: NOAA                             |                            |                            |                            |                            |                            |                            |                            |                            |                            |                            |                            |                            |                            |